# Чумацьке звичаєве право
Чумацьке звичаєве право — сукупність правил, які формувалися на основі існуючих писемних норм, запозичень та створених особливих сталих звичаїв врегулювання відносин при здійсненні даного виду господарської діяльності з метою унормування організації, управління та діяльності торговельної корпорації (валки, артілі), побудованих на принципах рівноправності сторін, справедливості, волелюбності.
Козацьке право не знало писемних джерел і пропонувало керуватися нормами звичаїв та здоровим глуздом. Цими правовими критеріями керувались також і чумаки, витворюючи своє особливе «чумацьке право».
Протягом всього часу існування чумацького промислу суб'єктами (чумаками) були запозичені і вироблені особливі звичаї унормування відносин, які виникали під час здійснення цього виду господарської діяльності.
На нашу думку доречно ввести таке поняття, як «чумацьке звичаєве право».
Були, однак, приклади, коли уникаючи самосуду, чумаки поєднували звичаєве право з існуючим офіційним судочинством. Опис одного з таких чумацьких судів знаходимо у журналі «Киевская старина». У 1890 році з Криму в Сокологорську сотню Полтавського полку поверталася група чумаків, яка в документі називається «товариство з ватагою». Один з чумаків вкрав у свого товариша гроші і речі. Крадіжка була виявлена і злодій викритий. Як видно з документа, валку очолював отаман, якому належала величезна влада. У даному випадку він виступає в ролі одноосібного судді, рішенню якого всі чумаки підкоряються беззаперечно. Вислухавши скаргу чумака, який виявив пропажу грошей і речей, отаман негайно зупинив валку і вчинив поголовний обшук, під час якого злодій був знайдений. Потім отаман вчинив допит винному, який в усьому зізнався. Встановивши факт злочину, отаман вирішив сам не карати злодія, не чинити самосуду, хоч це було у його владі, а передати властям у зв'язку з тим, що наступного дня валка мала прибути додому. Отаман обмежився тим, що у винного відібрав коня, віз солі і рушницю як «вину», а вкрадені речі залишив у себе для передачі властям як «лице», тобто як речовий доказ. Цікаво, що всі дії отамана під час розшуку злодія і його рішення передати справу властям не були чимось властивим лише даному отаману або даній валці. Документ підкреслює, що отаман діяв «за звичаєм», тобто його права як керівника валки встановлені були не ним самим, а визначилися вже давно, ставши на той час (кінець XVII століття) вже звичаєм.